# Psephellus leuzeoides
Psephellus leuzeoides là một loài thực vật có hoa trong họ Cúc. Loài này được (Jaub. & Spach) Wagenitz mô tả khoa học đầu tiên năm 2000.